# Giorgio Lamberti
Giorgio Lamberti (Brescia, 28 gennaio 1969) è un ex nuotatore italiano, specializzato nello stile libero.
È stato il primo nuotatore italiano maschile a vincere una medaglia d'oro in un campionato mondiale; è stato inserito nella Hall of fame internazionale nel 2004.
Ai campionati europei in vasca corta tenutisi nel novembre del 2021, il figlio Michele si è distinto per le eccellenti prestazioni nei 50 dorso e nei 100 farfalla dove riesce a conquistare 2 medaglie d'argento.

## Carriera
A sei anni Lamberti era piuttosto gracile e i dottori gli consigliarono di praticare il nuoto per crescere meglio. Cominciò a lavorare negli agrumeti di famiglia per farsi le ossa. Nel 1985, a 16 anni, da perfetto sconosciuto, il ragazzino tesserato per la Leonessa Nuoto (e allenato da Pietro Santi) vince due medaglie agli europei giovanili di Ginevra. Nel 1986 ha vinto il primo dei suoi campionati nazionali, ed è stato immediatamente inserito nella rosa per i Campionati Mondiali di Madrid, dove è entrato nella finale B dei 200 stile libero, ed è entrato nella 4x200 della stessa specialità.
L'anno successivo il posto di Santi alla Leonessa è stato preso da Alberto Castagnetti, che è diventato il mentore di Lamberti per tutto il resto della sua carriera. Agli europei vince l'argento nei 200 m sl, sfiora il podio nei 100 e si classifica 8º nei 400.
Il 1988 è il primo anno in cui Lamberti stupisce il mondo: a Bonn, infatti, stabilisce le migliori prestazioni mondiali dei 200 sl e dei 400 sl in vasca corta (all'epoca ancora non riconosciuti dalla FINA). Alle Olimpiadi di Seul, in Corea, tuttavia non si qualifica per le finali individuali: 'colpa' anche, si dice, dello stress per gli esami per la maturità. Dopo una pausa sabbatica, si è presentato nel 1989 ai Campionati Europei, in programma di nuovo a Bonn. Ha vinto le medaglie d'oro nei 100 sl e 200 sl, e in questa specialità ha stabilito, con il tempo di 1'46"69, un record del mondo che è rimasto imbattuto per 10 anni, il periodo più lungo della storia dei 200. Lo ha poi abbassato l'australiano Grant Hackett a Brisbane, nel 1999. Un terzo oro è arrivato nella 4x200 sl.
Nel 1991, a Perth, in Australia, Lamberti è salito anche sul gradino più alto dei Mondiali sempre nei 200, ed è arrivato a medaglia anche nei 100 e nella 4x200. Agli Europei, invece, ha dovuto accontentarsi dell'argento nei 200 arrivando alle spalle del polacco Artur Wojdat, e del bronzo nella 100 (oro ad Alexander Popov) e nei 400 (Evgenij Sadovyj).
L'ultimo tentativo olimpico di Lamberti arriva nel 1992 alle Olimpiadi di Barcellona. Un quinto posto nella 4x200 è stato il migliore risultato. In carriera, in totale, Lamberti ha collezionato quattro record mondiali: uno nei 200 stile libero in vasca lunga, due nei 200 in vasca corta, uno nei 400 in vasca corta. Nel 1993 è arrivato il ritiro, seguito da diverse attività per conto della Federazione italiana nuoto (Fin). Nel 1998 ha sposato Tanya Vannini, anche lei nuotatrice di livello internazionale. Nel 2004 è stato eletto alla Hall of Fame del nuoto internazionale, secondo nuotatore italiano della storia dopo Novella Calligaris. È stato assessore allo sport ed attività ricreative del comune di Brescia nella giunta Corsini (2003-2008).

## Palmarès
M= primato mondiale, E= europeo
| Giochi olimpici          | 50 m st. libero | 100 m st. libero      | 200 m st. libero        | 400 m st. libero        | 4×100 m st. libero            | 4×200 m st. libero                 | 4×100 m mista                   |
| 1988 Seoul Corea del Sud | ---             | ---                   | 12º in batteria 1'50"47 | 12º in batteria 3'53"29 | 8º - 3'22"93 frazione: 50"31  | 5º - 7'16"00 frazione: 1'47"29     | ---                             |
| 1992 Barcelona Spagna    | ---             | 17º in batteria 50"65 | ---                     | ---                     | 10º - 3'23"43 frazione: 51"12 | 5º - 7'18"10 frazione: 1'49"80     | ---                             |
| Campionati del mondo     | 50 m st. libero | 100 m st. libero      | 200 m st. libero        | 400 m st. libero        | 4×100 m st. libero            | 4×200 m st. libero                 | 4×100 m mista                   |
| 1986 Madrid Spagna       | ---             | 26º in batteria 51"71 | 8º in finale B 1'52"28  | ---                     | ---                           | 8º - 7'33"44 frazione: 1'52"02     | ---                             |
| 1991 Perth Australia     | ---             | Bronzo 49"82          | Oro 1'47"27             | ---                     | ---                           | Bronzo: 7'17"18 frazione: 1'46"86  | 5º - 3'42"29 frazione: 49"16    |
| Campionati europei       | 50 m st. libero | 100 m st. libero      | 200 m st. libero        | 400 m st. libero        | 4×100 m st. libero            | 4×200 m st. libero                 | 4×100 m mista                   |
| 1987 Strasburgo Francia  | ---             | 4º 50"55              | Argento 1'48"68         | 8º 3'58"52              | 7º - 3'25"24 :                | 6º - 7'27"33 :                     | 4º - 3'46"63 :                  |
| 1989 Bonn Germania Ovest | ---             | Oro 49"24 - E         | Oro 1'46"69 - M         | ---                     | 6º - 3'21"37 frazione: 48"73  | Oro: 7'15"39 frazione: 1'45"53     | Bronzo: 3'43"14 frazione: 48"82 |
| 1991 Atene Grecia        | ---             | Bronzo 49"57          | Argento 1'48"15         | Bronzo 3'50"46          | 4º - 3'20"94 frazione: 49"20  | Argento: 7'18"30 frazione: 1'47"54 | squalificato (7º) :             |
| Giochi del Mediterraneo  | 50 m st. libero | 100 m st. libero      | 200 m st. libero        | 400 m st. libero        | 4×100 m st. libero            | 4×200 m st. libero                 | 4×100 m mista                   |
| 1987 Latakia Siria       | ---             | Oro 50"68             | Oro 1'49"27             | Oro 3'56"13             | Argento: 3'27"11 :            | Oro: 7'35"90 :                     | ---                             |
| 1991 Atene Grecia        | Bronzo 23"80    | ---                   | Oro 1'49"34             | ---                     | Argento: 3'26"33 :            | Oro: 7'28"71 :                     |                                 |
| Europei giovanili        | ---             | 100 m st. libero      | 200 m st. libero        | 400 m st. libero        | 4×100 m st. libero            | 4×200 m st. libero                 | 4×100 m mista                   |
| 1985 Ginevra Svizzera    | ---             | ---                   | Argento 1'54"49         | ---                     | ---                           | Bronzo: 7'43"36 :                  |                                 |

### Campionati italiani
18 titoli individuali e 15 in staffette, così ripartiti:
- 1 nei 50 m stile libero
- 4 nei 100 m stile libero
- 10 nei 200 m stile libero
- 3 nei 400 m stile libero
- 9 nella staffetta 4×100 m stile libero
- 6 nella staffetta 4×200 m stile libero

| Anno | Edizione    | st.libero 50 m | st.libero 100 m | st.libero 200 m | st.libero 400 m | st.libero 4×100 m | st.libero 4×200 m | mista 4×100 m |
| ---- | ----------- | -------------- | --------------- | --------------- | --------------- | ----------------- | ----------------- | ------------- |
| 1986 | Estivi      | -              | 3               | 1               | -               | -                 | -                 | -             |
| 1987 | Primaverili | -              | 1               | 1               | 1               | 1                 | 2                 | -             |
| 1987 | Estivi      | -              | 1               | 1               | -               | 1                 | 1                 | -             |
| 1988 | Primaverili | -              | -               | 1               | -               | 1                 | 1                 | 2             |
| 1988 | Estivi      | -              | -               | 1               | 1               | 1                 | 1                 | 2             |
| 1989 | Primaverili | -              | -               | 1               | -               | 1                 | 1                 | -             |
| 1989 | Estivi      | 2              | -               | 1               | -               | 1                 | 1                 | -             |
| 1990 | Primaverili | 1              | 1               | 1               | -               | -                 | -                 | 2             |
| 1990 | Estivi      | -              | 1               | 1               | -               | 1                 | -                 | 2             |
| 1991 | Primaverili | -              | -               | -               | -               | 1                 | -                 | 3             |
| 1991 | Estivi      | -              | -               | 1               | 1               | 1                 | 1                 | 3             |
| 1992 | Primaverili | -              | -               | -               | 3               | -                 | -                 | -             |
| 1992 | Estivi      | -              | -               | -               | -               | 2                 | -                 | -             |

## Riconoscimenti
- European Swimmer of the Year: 1989
- Nel 2004 è stato inserito nella International Swimming Hall of Fame
- Nel maggio 2015, una targa a lui dedicata fu inserita nella Walk of Fame dello sport italiano a Roma, riservata agli ex-atleti italiani che si sono distinti in campo internazionale.[2][3]